# Borries (Adelsgeschlecht)

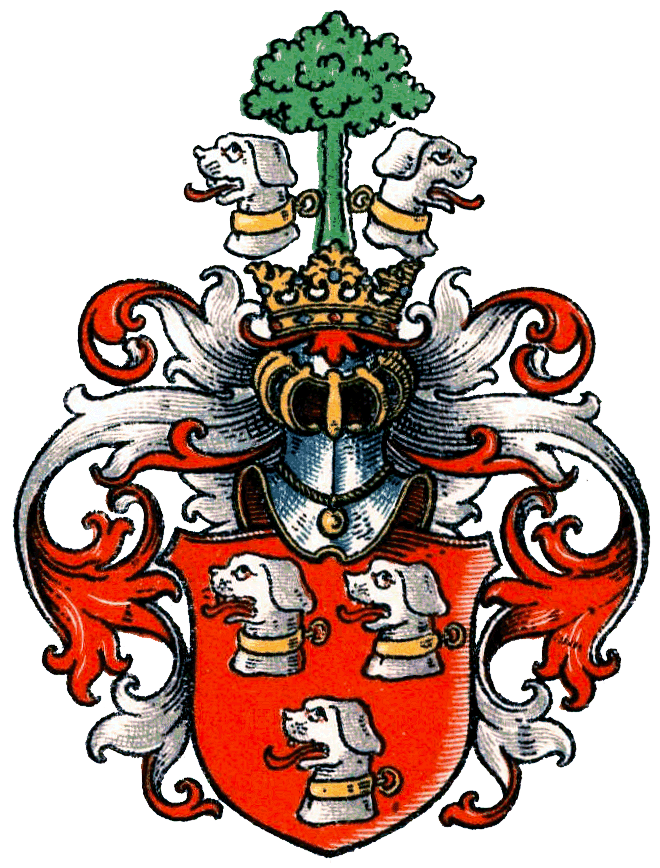
Wappen derer von Borries (1733)

Borries ist der Name eines westfälisch-niedersächsischen Adelsgeschlechts (Briefadel). Es entstammt dem Patriziat der Stadt Minden in Westfalen. Im 18. Jahrhundert wurden Mitglieder der Familie als Juristen mit höheren Staatsämtern in Preußen, Hannover und Hessen-Kassel betraut. Einige wurden auch Offiziere. Es erfolgten Adelsverleihungen, Heiraten in adelige Familien und Erwerb ländlichen Grundbesitzes.

## Geschichte
Gerhard Borries war 1390 bis 1394 Bürger und Bürgermeister von Minden. Gerhard Borries (II.) lebte 1390 bis 1462 in Minden und war möglicherweise sein Sohn. Hermann Borries war 1425 Bürgermeister von Minden. Er gehörte zum Patriziat und war auch Vorsteher des Nicolai-Armenhauses und gilt für alle Borries, die das Familienbuch aufführt, als der gemeinsame Vorfahr. Seine Nachkommen gehörten ebenfalls zum Mindener Patriziat und wurden in den folgenden 20 Jahren in den Urkunden als Ratsherren, Bürgermeister, Stadtkämmerer, Brüchteherren, Scholarchen und Vorsteher des Nicolai-Armenhauses und des Heiligen-Geist-Hospitals genannt.
Nach dem Dreißigjährigen Krieg wurde 1648 die Stadt Minden beim Westfälischen Friedenskongress in Münster und Osnabrück durch einen Bürgermeister Borries vertreten. Danach begann der enge Familienverband in Minden sich aufzulösen und viele Familienmitglieder verließen die Stadt.

### Hannoversche Linie
1733 erfolgte die erste Verleihung eines Adelsdiplomes durch Kaiser Karl VI. an den kurfürstlich-hannoverschen Geheimen Justizrat und Kanzleidirektor Johann Friedrich in Stade. Sie wurde 1734 von dem Kurfürsten Georg II. von Hannover bestätigt und begründete die hannoversche Linie.
Die Nachkommen desselben sind teils im Herzogtum Bremen geblieben, besaßen dort die Güter Horneburg und Apensen und waren Mitglieder der Bremen-Verdenschen Ritterschaft. Aus diesem Zweig stammt der Staatsminister Wilhelm Friedrich Otto von Borries, der 1860 in den Grafenstand erhoben wurde.
Ein anderer Zweig kehrte in den Mindener Raum zurück und besaß im Fürstentum Minden die Güter Uhlenburg, Beck und Schorlemühle. Aus diesem erwarb 1774 der Geheimrat Franz Christian von Borries das Rittergut Hovedissen in der Grafschaft Lippe. Zwei Jahre später erwarb die Familie das Gut Steinlake in der Grafschaft Ravensberg. Später das Gut Eckendorf in der Grafschaft Lippe.

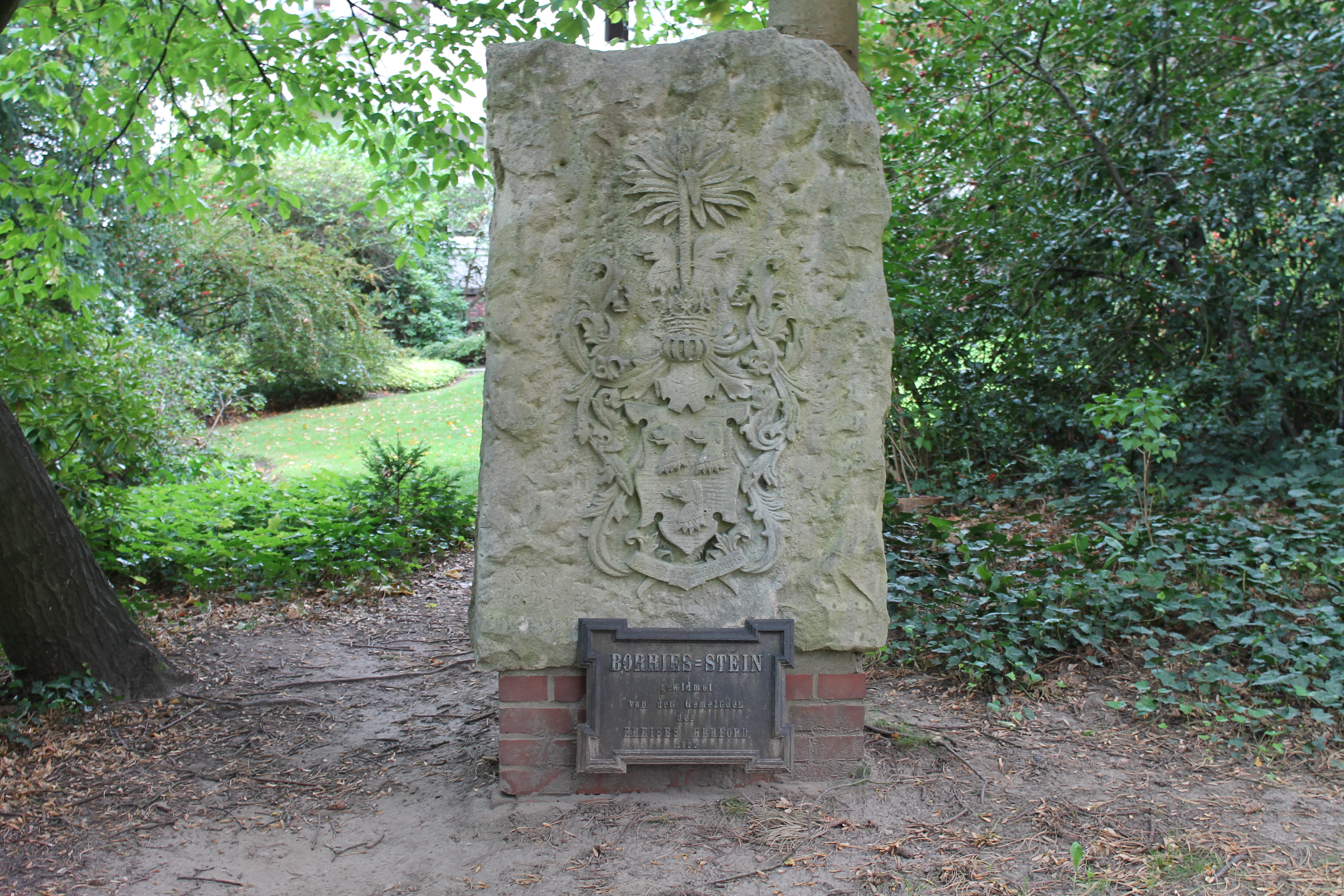
Borriesstein in Herford

Philipp von Borries (1778–1838) erbte das Gut Steinlake als Fideikommiss und wurde nach verschiedenen militärischen und politischen Ämtern 1832 Landrat des Kreises Herford. Diese Position hatten seine Nachkommen bis 1933 inne.

### Westfälische Linie (erloschen)
1777 wurde das zweite Diplom vom Kaiser Joseph II. dem Geheimrat Franz Borries verliehen, der im Siebenjährigen Kriege sich durch große Kriegslieferungen verdient gemacht hatte. Mit dem erworbenen Vermögen begründete er den Besitz der westfälischen Familiengüter. Da er kinderlos verstarb, wirkte das Diplom nicht über seine Person hinaus.

### Preußische Linie
Ein weiteres Adelsdiplom wurde 1816 von König Friedrich Wilhelm III. von Preußen dem Kammersekretär Heinrich Johann Borries (1751–1819) in Minden und seinen drei Neffen, dem Kriegsrat Diedrich Borries, dem Großherzoglich Hessischen Major Philipp Borries und dem Steuerreferendar Ludwig Borries verliehen. Es begründet in den beiden Zweigen der jüngeren Linie den adligen Stand. Dieser genealogische Familienzweig bewirtschaftete mit seinen Nachfahren mehrere Güter, so Maria-Höh bei Quetzen als Familienlehen, Gut Dalldorf bei Lauenburg an der Elbe und zwischenzeitlich in den 1920er Jahren das kleine Gut Mittelhausen bei der Stadt Liebenwerda, in der Provinz Sachsen gelegen.

### Der bolivianische Zweig
Drei Brüder der Familie wanderten Ende des 19. Jahrhunderts nach Brasilien, Bolivien und Chile aus und gründeten dort jeweils neue Familienstämme. Während die Brasilianer und Chilenen eng in Kontakt blieben mit der deutschen Verwandtschaft, entwickelte sich der bolivianische Zweig weitgehend unabhängig. Er konnte seine Geschlossenheit über Generationen hinweg bewahren und besteht heute aus mehr Personen als die deutschen Borries. Sie leben überwiegend in den Großstädten Santa Cruz, Cochabamba und La Paz. Wie die Vorfahren aus Deutschland betätigen sich viele freiberuflich, als höhere Angestellte sowie insbesondere im Bereich der Rechtspflege. Der Präsident des Obersten Gerichtshofs (Tribunal Supremo de Justicia) ist seit 2014 Jorge Isaac von Borries Méndez. Dessen Tochter, die Staatsanwältin Mónica von Borries Orías, fiel im Jahr 2004 in Santa Cruz einem Attentat zum Opfer. Zehn Jahre später wurde ihr Gedenken in einem zeremoniellen Akt mit der Enthüllung einer Büste öffentlich geehrt. Sie wurde zur „Märtyrerin der Staatsanwaltschaft“ ernannt.

## Familiendevise
„Der Borries Trachten und Dräuen,

der deutschen Sache Gedeihen“

## Wappen
- Das Wappen von 1733 zeigt in Rot drei Brackenköpfe mit goldenen Halsbändern mit Ring. Auf dem Helm mit rot-silbernen Decken ein Zederbaum mit goldenem Stamm zwischen zwei voneinander abgewendeten silbernen Brackenköpfen.
- Das Wappen von 1777 entspricht dem von 1733, zeigt auf dem Helm an Stelle der Zeder einen natürlichen Palmbaum.
- Das Wappen von 1860 zeigt den gleichen Schild. Auf dem Helm mit rot-silbernen Decken ein mit drei Pfauenfedern besteckter roter Köcher, beseitet von den zwei Brackenköpfen. Schildhalter: Zwei einwärts gekehrte, rot bezungte silberne Bracken mit goldenen Halsbändern. Wahlspruch: „Treu und vest“.

Das Familienwappen hielt Einzug in das Wappen der ehemaligen Gemeinde Häver.

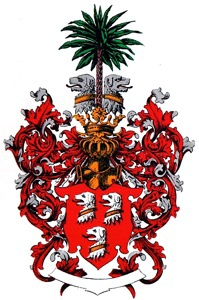
Wappen von Borries 1777
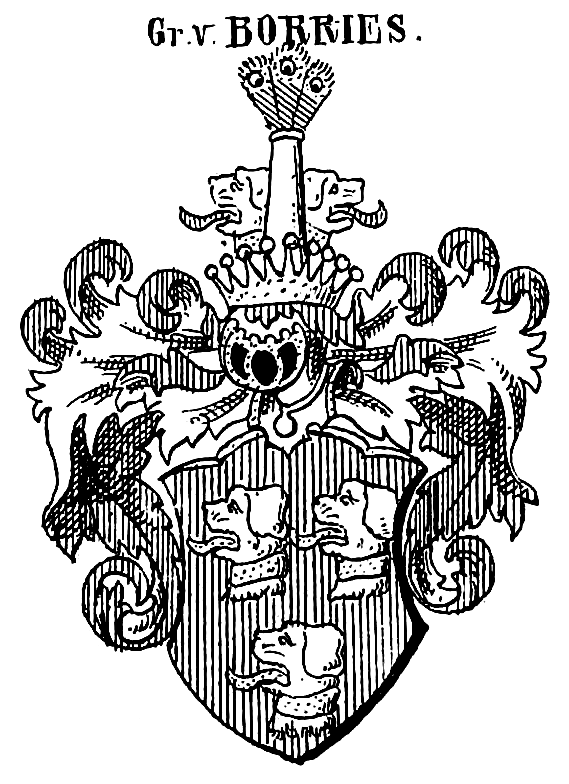
Grafenwappen 1860
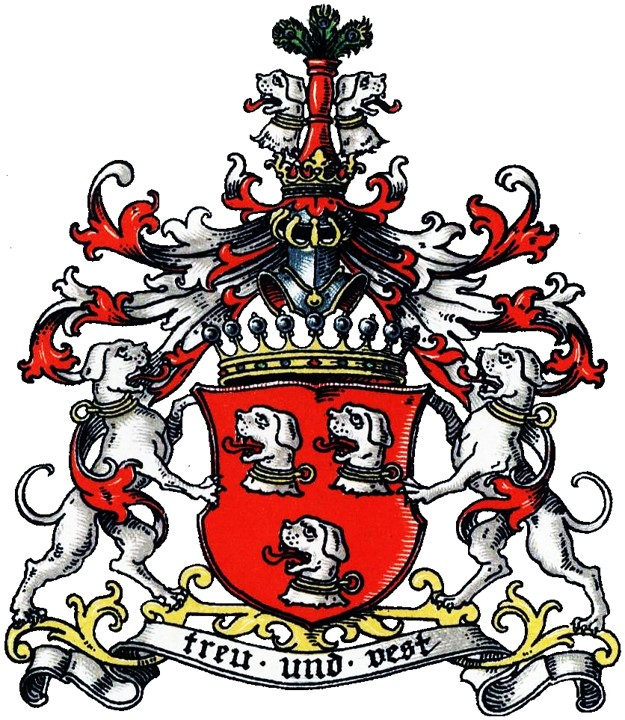
Wappen der Grafen von Borries im Wappenbuch des Westfälischen Adels
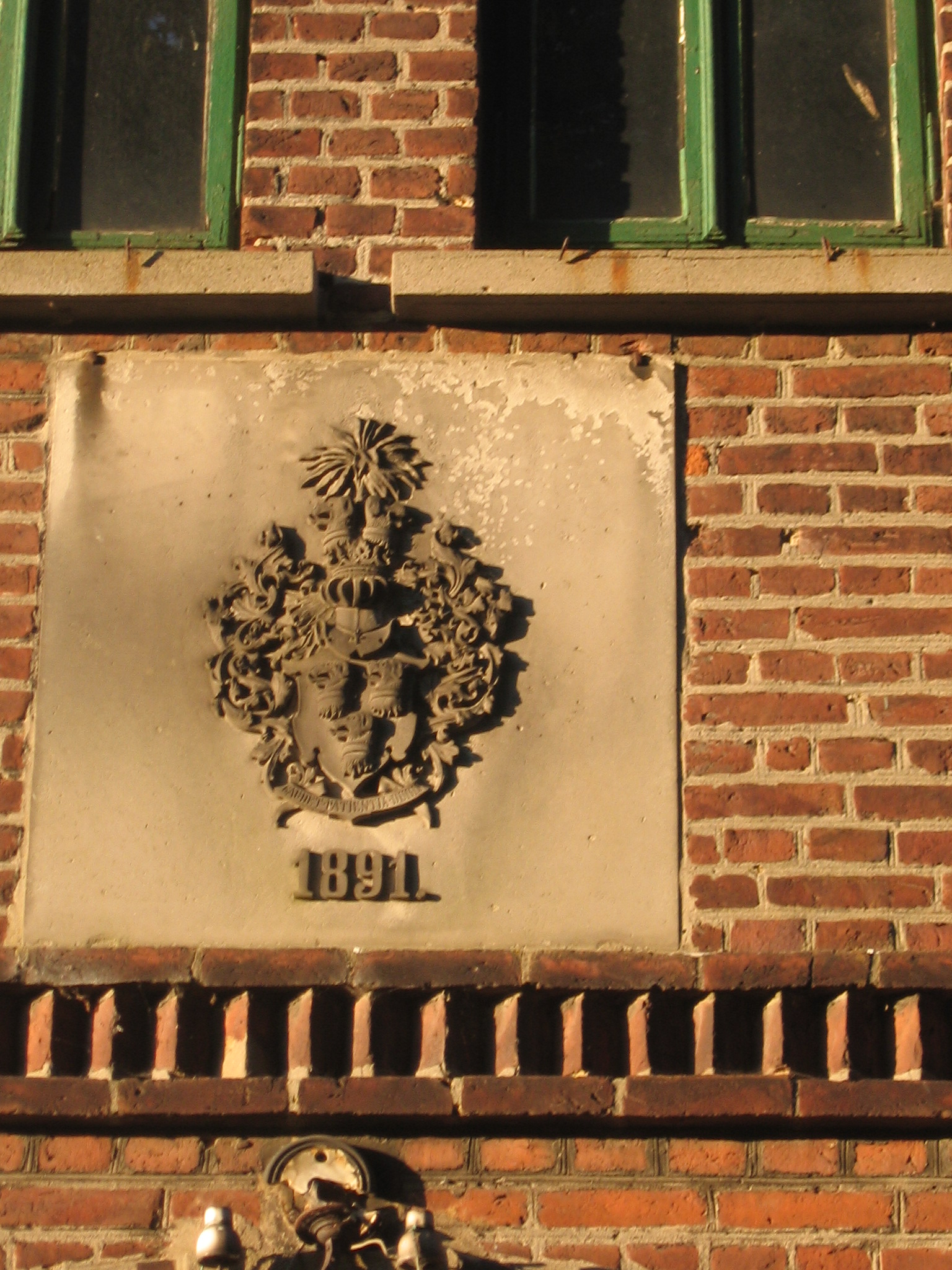
Wappen an Gut Steinlake

## Bekannte Familienmitglieder

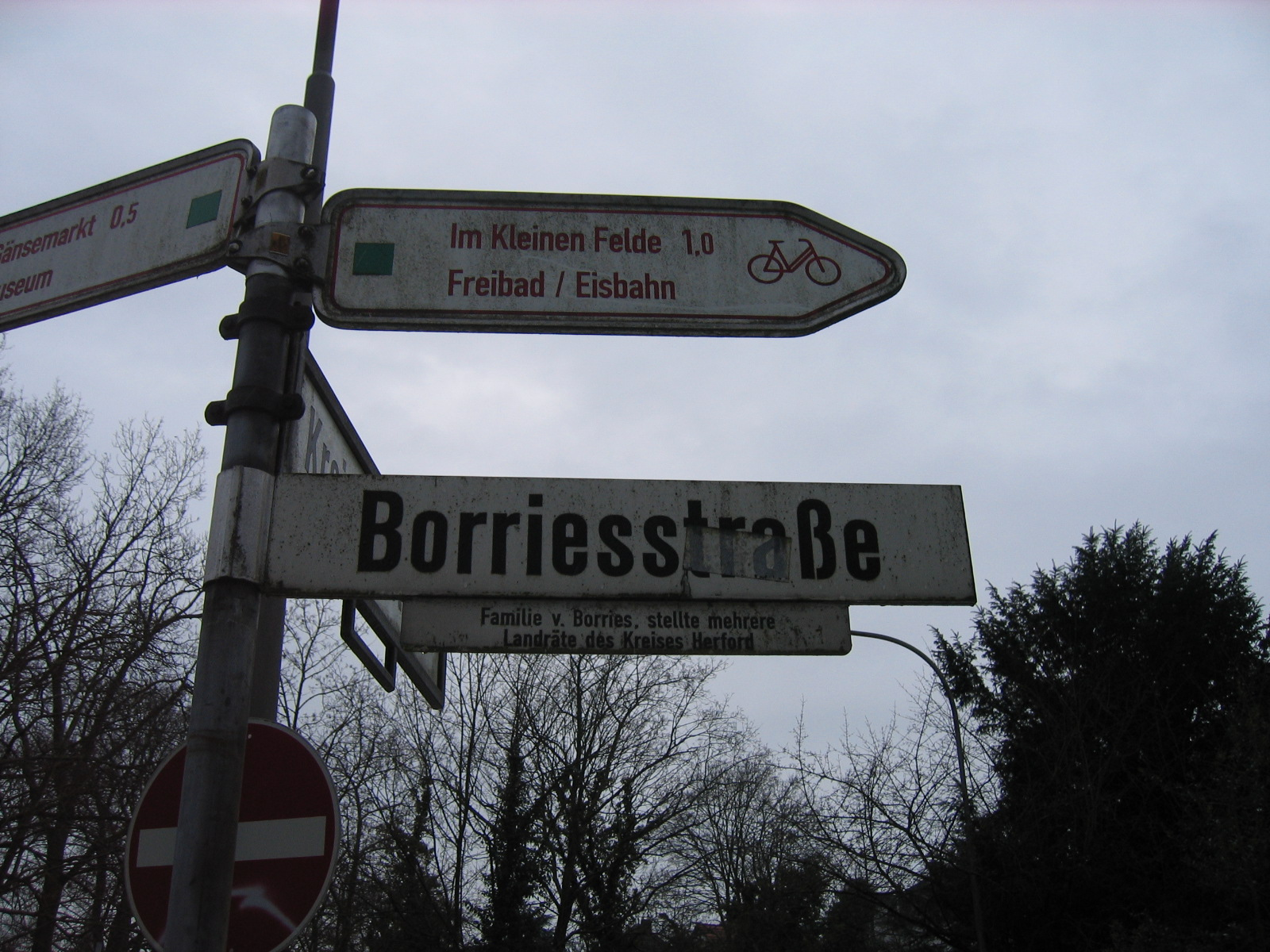
Borriesstraße in Herford

- Johann Friedrich von Borries (1684–1751), kurhannoverscher Kanzleidirektor und Justizrat, Großvater des Basilius von Ramdohr
- Franz Christian von Borries (1723–1795), englischer Beauftragter für die Abwicklung der Fouragelieferungen an die alliierten Armeen in Deutschland
- Philipp Lucas Arnold von Borries (1731–1793), 1784 Burgmann zu Horneburg[3] und Major im Dragonerregiment Ramdohr, 1791 kurhannoverscher Oberstleutnant,[4] 1793 Oberst[5]
- Philipp von Borries (1778–1838), preußischer Landrat des Kreises Bünde und später des Kreises Herford
- Franz von Borries auf Eckendorf (1785–1858), preußischer Landrat des Kreises Bielefeld und Regierungspräsident in Minden
- Wilhelm Friedrich Otto von Borries (1802–1883), hannoverscher Politiker und Minister
- Eduard von Borries (1807–1872), preußischer Politiker, Mitglied der Frankfurter Nationalversammlung
- Georg von Borries senior (1811–1870), preußischer Landrat des Kreises Herford
- Wilhelm von Borries (1815–1890), Rittergutsbesitzer Gut Eckendorf und Gründer eines Pflanzenzuchtbetriebes ⚭ Emma, geb. Pühl[6]
- August von Borries (General) (1816–1899), preußischer General der Infanterie
- Hermann jun. von Borries (1820–1896), Regierungspräsident in Lüneburg[7]
- Carl Adolf von Borries (1827–1906), Kaufmann, errichtete 1902 das Von-Borries-Stift in Lübeck
- Wilhelm Eduard Philipp Graf von Borries (1836–1913), deutscher Verwaltungsbeamter und Rittergutsbesitzer
- Rudolf von Borries (1843–1890), preußischer Landrat des Kreises Herford
- August von Borries (1852–1906), deutscher Lokomotivkonstrukteur
- Arthur von Borries (1853–1923), sächsisch-altenburgischer Staatsminister[8]
- Karl von Borries (1854–1938), preußischer General der Infanterie und Ritter des Pour le Mérite
- Anna Freifrau von Borries (1854–1951), Namensgeberin des nach ihr benannten Annastiftes in Hannover
- Hans von Borries (1819–1901), preußischer Oberst; Prähistoriker und Museumsdirektor
- Hans von Borries (Generalmajor) (1855–1930), preußischer Generalmajor
- Georg von Borries junior (1857–1922), preußischer Landrat des Kreises Herford, Polizeipräsident von Berlin und Regierungspräsident in Minden
- Emil von Borries (1859–1922), Professor an der Universität München
- Rudolf von Borries (1863–1932), deutscher Generalmajor und Ritter des Pour le Mérite
- Franz von Borries (1868–1943), preußischer Landrat des Kreises Herford
- Kurt von Borries (1885–1967), preußischer Landrat des Kreises Lübbecke
- Hermann von Borries (1899–1943), Oberstleutnant und Ritterkreuzträger der deutschen Wehrmacht
- Bodo von Borries (1905–1956), deutscher Miterfinder des Elektronenmikroskops
- Kurt-Wolf von Borries (1928–1985), deutscher Bildhauer und Grafiker
- Bodo von Borries (* 1943), deutscher Geschichtsdidaktiker
- Achim von Borries (* 1968), deutscher Filmregisseur und Drehbuchautor
- Friedrich von Borries (* 1974), deutscher Architekt und Kurator